# 阿瑟内德
阿瑟内德（荷蘭語：Assenede，荷蘭語發音：[ˈɑsəneːdə] ⓘ）是比利时弗拉芒大區东佛兰德省埃克洛區的一个市镇，东北与荷兰接壤，通行荷蘭語，是弗拉芒社群的一部分，面积87.22平方千米，人口14,200人（2018年1月1日）。